# Touch the Sky
«Touch the Sky» —en español: «Tocar el cielo»— es una canción del artista de hip hop Kanye West. Fue lanzado a principios de 2006 como el cuarto sencillo de su segundo álbum, Late Registration. La canción cuenta con el rapero de Chicago Lupe Fiasco en su debut en la radio y fue producido por Just Blaze, de pie como la única canción del álbum que no cuentan con producción de West. Blaze utiliza un lento cuerno muestra de la canción Curtis Mayfield "Move On Up".

## Lista de canciones
CD sencillo 1
1. «Touch The Sky»
2. «Gold Digger» - AOL Sessions

CD sencillo 2
1. «Touch The Sky» - Álbum Versión
2. «Jesus Walks» - Álbum Versión
3. «Diamonds from Sierra Leone» - AOL Sessions

## Posicionamiento en listas
| Listas (2006)                        | Mejor posición |
| ------------------------------------ | -------------- |
| Australian Singles Chart             | 10             |
| European Hot 100                     | 24             |
| Finland Singles Chart                | 15             |
| German Singles Chart                 | 97             |
| Ireland Singles Chart                | 14             |
| New Zealand Singles Chart            | 16             |
| UK Singles Chart                     | 6              |
| U.S. Billboard Hot 100               | 42             |
| U.S. Billboard Hot R&B/Hip-Hop Songs | 23             |
| U.S. Billboard Hot Rap Tracks        | 10             |
| U.S. Billboard Pop 100               | 41             |
| U.S. Billboard Pop Songs             | 35             |

- Datos: Q2716288